# Упреждение
Упреждение (при стрельбе) — вид поправок, состоящих из расчёта расстояния перемещения движущейся к точке прицеливания цели от момента выстрела (пуска) снаряда до предполагаемого момента их встречи. При этом предполагается, что скорость и направление вектора движения цели за время полёта снаряда не изменятся или изменятся незначительно.
Несмотря на, казалось бы, огромные скорости полёта пули стрелкового оружия (артиллерийского снаряда) упреждение обязательно при стрельбе по быстро движущейся цели и\или на большое расстояние (снайперская стрельба, артиллерийская стрельба, зенитная стрельба).
Упреждение может вводиться поправкой в прицельных приспособлениях или перемещением точки прицеливания, опережая цель.

## В компьютерных играх
В компьютерных играх, симулирующих физику полёта поражающего элемента (в противовес технологии «мгновенного перемещения» этого элемента, Hitscan), при стрельбе также необходимо использовать упреждение, так как снаряд летит ненулевое время и\или по баллистической траектории. Например в некоторых играх с упрощённой или изменённой в угоду игрового процесса физикой требуется брать упреждение по одной или нескольким координатам. В играх с более сложной физикой и/или реализацией реалистичных систем наведения, этот процесс может быть частично автоматизирован (например, выбор возвышения танкового орудия не требует от игрока смещать прицельную марку вверх), но при этом полёт поражающих элементов больше соответствует прототипу.